# Rădăcini (roman)
Rădăcini este un roman de Hortensia Papadat-Bengescu care a fost publicat prima dată în 1938 în două volume de către Editura Națională S. Ciornei. Împreună cu Fecioarele despletite, Concert din muzică de Bach și Drumul ascuns formează  Ciclul Hallipilor, numit astfel după familia ai cărei reprezentanți se află în centrul acțiunii. Acestea sunt romane asociate adesea, conform gustului epocii interbelice, cu inovația proustiană.
Destinului protagonistei Nory Baldovin din Rădăcini ar fi trebuit continuat într-un al cincilea roman, Străina, din care au fost publicate doar fragmente.
Romanul schițează un proiect de căsătorie al unchiului Lică cu nepoata sa de soră, Mika-Lé, după cum reiese din dialogul moșicăi Mari cu înapoiata Aneta Pascu; în plus, căsătoria acestora este dorită de o mătușă gârbovită care, în senilitatea ei, vede astfel singura modalitate de stabilitate financiară.